# جیووانی رینا
جیووانی رینا (زاده ۱۳ نوامبر ۲۰۰۲) بازیکن فوتبال اهل ایالات متحده است که برای تیم بوروسیا دورتموند بازی می‌کند. او در فیلم The Guardian ' s Next Generation 2019 نیز نقش آفرینی کرده‌است، در ضمن او فرزند کلودیو رینا بازیکن سابق آمریکاست.

## حرفهٔ باشگاه
در ۱۸ ژانویه سال ۲۰۲۰، رینا اولین بازی در بوندس لیگا را برای بوروسیا دورتموند به دست آورد و در دقیقه ۷۲ به عنوان یک تعویض در یک پیروزی ۵–۳ مقابل FC آگسبورگ به میدان رفت. از این رو، او جوانترین آمریکایی بود که با سن ۱۷ سال و ۶۶ روز، تاکنون در بوندسلیگا حضور پیدا کرد و رکوردی را که قبلاً توسط کریستین پولیزیچ ثبت شده بود ، شکست.
در ۴ فوریه ۲۰۲۰، رینا اولین گل حرفه ای خود را در یک شکست ۲–۳ بر وردربرمن در دور ۱۶ از DFB-Pokal به ثمر رساند. با انجام این کار، او جوانترین گلزن تاریخ جام حذفی آلمان شد. در ۱۸ فوریه ۲۰۲۰، رینا سومین بازیکن جوانی بود که تاکنون در بازی حذفی لیگ قهرمانان یوفا حضور پیدا کرد و در دقیقه ۵۷ مقابل پاری سن ژرمن به عنوان یک تعویض حضور پیدا کرد. نه دقیقه بعد، رینا در بازی برگشت بوروسیا دورتموند در بازی اول لیگ شانزدهم، گل برتری بازی ارلینگ هالند را به ثمر رساند و به جوانترین آمریکایی تبدیل شد که در یک بازی لیگ قهرمانان اروپا بازی و یک پاس گل ثبت کرد.
در شانزدهم مه سال ۲۰۲۰، رینا قرار بود اولین بازی خود در بوندس لیگا را برای دورتموند در دربی آن‌ها مقابل شالکه آغاز کند، اما در جریان گرمازدگی دچار مصدومیت ساق پا شد.

## حرفه بین‌المللی
پس از نمایندگی ایالات متحده در چندین رده جوانان، Reyna اولین دعوت خود را به تیم بزرگسالان ایالات متحده برای بازی مقابل تیم‌های ملی ولز و پاناما در نوامبر ۲۰۲۰ دریافت کرد. در ۱۲ نوامبر ۲۰۲۰، یک روز قبل از تولد هجده سالگی خود، Reyna اولین بازی ملی بزرگسالان خود را مقابل ولز انجام داد. در بازی بعدی، یک پیروزی دوستانه ۶–۲ مقابل پاناما، Reyna از ابتدا شروع کرد و اولین گل بزرگسالان خود را مستقیماً از روی ضربه آزاد به ثمر رساند.
در ۲۴ مارس ۲۰۲۲، در جریان یک بازی از مرحله سوم مقدماتی جام جهانی ۲۰۲۲ در برابر مکزیک در ورزشگاه آزتکا، Reyna با دریبل زدن از کنار شش بازیکن مکزیکی در یک حرکت، قبل از اینکه توپ را از دست بدهد، توجه همه را به خود جلب کرد. پس از بازی، این حرکت او با حرکت «گل قرن» دیگو مارادونا در یک چهارم نهایی جام جهانی ۱۹۸۶ مقایسه شد، که آن هم در ورزشگاه آزتکا اتفاق افتاد.
در جام جهانی ۲۰۲۲، Reyna تنها ۵۲ دقیقه در چهار بازی بازی کرد. عدم حضور او در ترکیب اصلی تیم در مرحله گروهی مسابقات منجر به گمانه زنی تحلیلگران در مورد مشکلات احتمالی در داخل تیم شد. سرمربی تیم ملی آمریکا، گرگ برهالتر، به‌طور علنی مسائل مربوط به یک بازیکن ناشناس را به دلیل عدم تعهد و نگرش ضعیف مطرح کرد و تأیید کرد که تیم جلسه‌ای برگزار کرده‌است تا تعیین کند که آیا آن بازیکن باید برای ادامه مسابقات در قطر با تیم بماند یا خیر. در ۱۲ دسامبر ۲۰۲۲، Reyna تأیید کرد که او بازیکن مذکور است که برهالتر در مورد او صحبت می‌کرد و برای رفتار خود عذرخواهی کرد در حالی که تصمیم برای انتشار این اطلاعات را مورد انتقاد قرار داد. در ژانویه ۲۰۲۳، مشخص شد که برهالتر در طول مسابقات در مورد اطلاعات شخصی آسیب زا که به مافوق‌ها منتقل شده بود، با او روبرو شده‌است. دانیل رینا، مادر رینا، تأیید کرد که او کسی بوده‌است که فدراسیون فوتبال آمریکا را در مورد حادثه خشونت خانگی بین برهالتر و همسرش از سال ۱۹۹۱ مطلع کرده‌است.
در طول فینال لیگ ملت‌های کونکاکاف ۲۰۲۳، Reyna دو پاس گل در پیروزی ۲–۰ ایالات متحده مقابل کانادا در فینال لیگ ملت‌های کونکاکاف ۲۰۲۳ ایجاد کرد، جایی که به عنوان بهترین بازیکن میدان انتخاب شد.

## افتخارات
U17 ایالات متحده
- مسابقه مسابقه CONCACAF U-17: 2019[۱۳]

## آمار باشگاهی

### باشگاه
تا تاریخ ۱۱ نوامبر ۲۰۲۲
| باشگاه          | فصل        | لیگ        | لیگ  | لیگ | DFB-Pokal | DFB-Pokal | قاره | قاره | دیگر | دیگر | مجموع | مجموع |
| باشگاه          | فصل        | لیگ        | بازی | گل  | بازی      | گل        | بازی | گل   | بازی | گل   | بازی  | گل    |
| --------------- | ---------- | ---------- | ---- | --- | --------- | --------- | ---- | ---- | ---- | ---- | ----- | ----- |
| بورسیا دورتموند | ۲۰۱۹–۲۰    | بوندس لیگا | ۱۵   | ۰   | ۱         | ۱         | ۲    | ۰    | ۰    | ۰    | ۱۸    | ۱     |
| بروسیا دورتموند | ۲۰۲۰–۲۰۲۱  | بوندس‌لیگا  | ۳۲   | ۴   | ۵         | ۳         | ۸    | ۰    | ۱    | ۰    | ۴۶    | ۷     |
| بروسیا دورتموند | ۲۰۲۱–۲۰۲۲  | بوندس‌لیگا  | ۱۰   | ۲   | ۱         | ۰         | ۱    | ۰    | ۱    | ۰    | ۱۳    | ۲     |
| بروسیا دورتموند | ۲۰۲۲–۲۰۲۳  | بوندس‌لیگا  | ۱۰   | ۲   | ۱         | ۰         | ۵    | ۰    | ۰    | ۰    | ۱۶    | ۲     |
| مجموع آمار      | مجموع آمار | مجموع آمار | ۶۷   | ۸   | ۸         | ۴         | ۱۶   | ۰    | ۲    | ۰    | ۹۳    | ۱۲    |